# الإفتاء بين الفقه والواقع (كتاب)
الإفتاء بين الفقه والواقع هو كتاب للدكتور علي جمعة يوضّح فيه أهمية دار الإفتاء في عصرنا الراهن والمشاكل التي تواجهها دار الإفتاء، وقبل هذا يتحدث الدكتور عن تاريخ دار الإفتاء مُبيّنًا أنَّ منصب الإفتاء موجود منذ زمن النبي محمد صلي الله عليه وسلم، حيث كان رسول الله صلي الله عليه وسلم هو المفتي لصحابته الكرام، يرشدهم إلي ما هو جائز وما هو مستحب وما هو واجب وما هو مُحرّم، وبعده صلي الله عليه وسلم قام بعض الصحابة رضوان الله عليهم بالتصدر لهذا المنصب –منصب الفتوي- وكان عددهم ما يقارب نحو مائة وخمسين صحابي، , مع أن عدد الصحابة الذين رأو الرسول بأعينهم يقارب من مائة ألف وأربعة وعشرين ألفًا، وتلك النسبة الضئيلة من عدد الصحابة الذين اشتغلوا بهذا المنصب تدل علي المقام الرفيع لهذا المنصب.

## مكانة المفتي
وبعد ذلك ظل هذا المنصب مودودًا في الأمة علي مدار قرونها، وأُلِّفت الكتب الكثيرة في آداب المفتي والمستفتي وكيفية الفتوي، ومن هؤلاء (الإمام الحافظ ابن الصلاح، والإمام النووي، وابن حمدان، وابن القيم، وابن تيمية. ثم تطور الأمر بعد ذلك إلي أن رأت الهيئة العلمية أن يُنظَّم هذا العمل -يعني الإفتاء- في دار تفتح، وتنسب للأزهر الشريف، سميت بدار الإفتاء المصرية، وكان ذلك في عام 1895م. وكان أول من تولي هذه الدار هو الشيخ حسونة النواوي، كان شيخًا للأزهرالشريف. ثم من بعده صار الإفتاء إلي الشيخ محمد عبده سنة 1899م، وظل الشيخ عبده في هذا المنصب مدة ست سنوات إلي أن انتقل إلي رحمة الله عام 1905م، وكان قد استقال من منصبه قبل وفاته، واستقال أيضًا من المجلس الأعلي للأزهر. ثم بعد ذلك تاولت التطورات وتتابعت علي دار الإفتاء عامًا بعد عام، حيث يسعي الأزهر دائمًا وأبدًا لأن يواكب كل الظروف والعصور من طرق الإفتاء.

## دور دار الإفتاء
ثم ينتقل الدكتور في حديثه إلي وظيفة دار الإفتاء مبينًا أن الوظيفة الرئيسة والأساسية لدار الإفتاء هي الإجابة علي أسئلة الخلق، والناس عمومًا عندما يسألون يريدون من المفتي أن يخبرهم بالحكم المراد والموجود في كتاب الله وفي سنة رسوله ومن كلام الأئمة الكبار، ودار الإفتاء كانت قبل الإمام محمد عبده قائمة علي المذهب الحنفي –الإمام أبو حنيفة– ثم وسع بعد ذلك الإمام محمد عبده هذا النطاق إلي نطاق المذاهب الثمانية عند الحاجة إليهما في شيء خارج الأئمة الأربعة تقتضيه مصلحة العصر وفق نظر الفقيه المؤهل.
ويوضح الدكتور -علي حد قوله- أن دار الإفتاء تقوم بالإجابة علي الفتوي كما هو موجود عند الأئمة الكبار وليس للمفتي دخل في الفتوي إلا أنه ينقل هذا العلم عن هؤلاء الإئمة المجتهدين، ثم بعد ذلك، من شاء فليؤمن ومن شاء فليكفر، وليس علي هؤلاء المنشغلون بالفتوي إلا البلاغ، كما قال الله لرسوله ( إِنْ عَلَيْكَ إِلَّا الْبَلَاغُ)، وقال أيضًا (وَمَا جَعَلْنَاكَ عَلَيْهِمْ حَفِيظًا) وهكذا. ويؤكد فضيلته علي أن المفتي ليس له أن يجبر أو يكره السائل علي إجابته، المفتي فقط عليه أن ينقل العلم الصحيح بتوضيح وبيان، ثم يترك القبول وعدمه للسائل، كما قال الله تعالي (لَسْتَ عَلَيْهِمْ بِمُسَيْطِرٍ). ثم يوضح الدكتور المشاكل التي تواجه الفتوي أو دار الإفتاء في عصرنا، ومن أهم هذه المشاكل، انشغال كثير من الناس في مجال الفتوى بلا أي مرجعية علمية معروفة، وهذا مما جعل هناك فتاوى لا أصل لها، نابعة من مصادر غير معرفة. وأوضح الدكتور أننا نعيش في عصر أسماه -علي حد قوله- (عصر الفوضي الخلاقة)، ومعني الفوضى الخلاقة مناقشة كل شئ، فكل إنسان يحق له مناقشة كل أمر، من المسلمات والبدهيات، حتي يأتي من يقول لك ولماذا أنت تحديدًا الذي تشتغل بالفتوى! فأجيب عليه وما الذي جعل الطبيب يشتغل بالطب دون غيره، وهكذا، وكلنا في الهم شِرق. ولذا فقد ذكر فضيلته أن هناك شروط للفتوى، وشروط للاجتهاد في أمور الدين، ليس لكل إنسان الأحقية بذلك، ليس كما يقولون هم رجال ونحن رجال، ولكن هم أئمة عكفوا علي العلم والتعلم، ونحن رجال ننهل من علمهم، ومن يصل منا لمنزلتهم، فيجتهد كاجتهادهم.

## الفرق بين المسألأة والقضية
ويبين الدكتور أن هناك مشكلة من المشكلات التي تقع في طريق دار الإفتاء، وهي عدم الفصل بين المسألة والقضية –المسائل والقضايا، وهذا الأمر ناشد فيه فضيلته وسائل الإعلام التي قد تصنع من المسألة قضايا، ولا تُفرق بين هذا وذاك، فالمسائل أمور اجتهادية، ليست أصلًا في الدين، فقضايانا هي البطالة ومحمو الأمية وحقوق الإنسان والتعددية الثقافية والفكرية... وغيرها، أليست هذه هي الأمور التي كان من الواجب علي جميع وسائل الإعلام أن تهتم بها وتضعها نصب أعينها، بدلًا من أن تسلط أضواءها علي ما لا فائدة من وراءه سوى التفرقة بين الشعوب والأمم. وفي الختام يبين الدكتور أن التقليد المحض من المشاكل التي تعوق طريق الإفتاء، وناشد كل من يشتغل بالإفتاء أن يتمسك بالثوابت ثم يفتي علي ما يناسب عصره وزمنه ومجتمعه، ولكني هنا أضع نقدًا بسيطًا في هذه النقطة، فكيف يناشد الدكتور هنا المفتي بعدم التقليد المحض للقدماء من العلماء، وهو قد ذكر قبلها بصفحات بسيطة أن دار الإفتاء تجيب فقط بما جاء عند المذاهب الثمانية، أليس من المفترض أن يكون منهج دار الإفتاء هو المواكبة لكل عصر وزمن حتي ولو كان علي خلاف المذاهب الثمانية! لكني قد أكون أسأت فهم الدكتور في توضيحه لمنهج دار الإفتاء.

## روابط خارجية
- محاضرة الدكتور على جمعة في نيودلهي
- محتوى الكتاب